# هادی کاظمی
سید هادی کاظمی (زادهٔ ۱۳ آبان ۱۳۵۵) بازیگر اهل ایران است. وی با بازی در سریال شب‌های برره ساختهٔ مهران مدیری به شهرت رسید. از دیگر آثار بازیگری او می‌توان به قهوه تلخ، ویلای من، سال‌های دور از خانه، قبلهٔ عالم و علی‌البدل اشاره نمود. وی در فیلم‌های سینمایی پر فروشی مثل فسیل و بخارست (۱۴۰۱) و مجموعه‌های نمایش خانگی مثل آنتن (۱۴۰۱) و اکازیون (۱۴۰۳) نیز بازی کرده است.

## زندگی
سید هادی کاظمی در ۱۳ آبان ۱۳۵۵ در میانه، آذربایجان شرقی متولد شد. او اصالت خود را در یک برنامه تلویزیونی به یکی از شهرهای اطراف میانه با نام ترک نسبت داد. او در هنگام تحصیل و از سال‌های نوجوانی به روی صحنه رفت. بعدها وارد دانشگاه شد و در رشته بازیگری تحصیلاتش را ادامه داد، دوره‌ای که خودش معتقد است که هیچ کمکی به او و پیشرفتش در بازیگری نکرده است: «من در دانشگاه هیچ چیز یادنگرفتم اما یک استادی داشتم به اسم آقای دامود که خیلی چیزها به من یاد داد ولی متأسفانه وقتی وارد دانشگاه شدم حس اینکه چیزی در آنجا یادگرفتم را نداشتم. دانشگاه بیشتر برای من محیطی بود برای ارتباط بیشتر، همین».
او از سال ۱۳۷۵ وارد تلویزیون شد، اما با بازی در نقش «نظام دوبرره» در سریال شبهای برره برای عامه مردم شناخته شد و از همان کار به نوعی تبدیل به یکی از اعضای ثابت گروه مدیری شد و تقریباً در همه کارهای بعد از پاورچین مدیری حضور داشت. در سریال پاورچین هم در قسمتی در نقش «حسام دوبرریه» ایفای نقش کرد. وی در تله‌فیلم‌ها و سریال‌های دیگری هم بازی کرده که از آن کارها می‌توان به سریال در چشم باد در نقش ابوالفضل پذیرش هتل نام برد. کاظمی با قهوه تلخ در نقش باباشاه جایگاه خود در طنز را محکم‌تر کرد. وی در سریال علی‌البدل که در نوروز ۱۳۹۶ پخش شد، نیز ایفای نقش کرد.

### زندگی شخصی
هادی کاظمی در سال ۱۳۹۷ و در ۴۱ سالگی با سمانه پاکدل ازدواج کرد. این زوج سینمای ایران در مسابقهٔ ۱۳ شمالی با همدیگر جلوی دوربین رفتند؛ و پس از آن باهم ازدواج نمودند.

## فیلم‌شناسی

### سینما
| سال  | فیلم              | کارگردان                     |
| ---- | ----------------- | ---------------------------- |
| ۱۴۰۴ | گلدان شیشه‌ای      | امیر پروانه                  |
| ۱۴۰۳ | آقای زالو         | مهران احمدی                  |
| ۱۴۰۳ | تاکسی درمی        | محمد پایدار                  |
| ۱۴۰۲ | عینک قرمز         | حسین مهکام                   |
| ۱۴۰۲ | شه سوار           | حسین نمازی                   |
| ۱۴۰۲ | پول و پارتی       | سعید سهیلی                   |
| ۱۴۰۱ | بخارست            | مسعود اطیابی                 |
| ۱۴۰۱ | قلهک              | مصطفی شایسته                 |
| ۱۴۰۱ | شنگول منگول       | کیانوش دالوند و فرزاد دالوند |
| ۱۳۹۹ | آهنگ دو نفره      | آرزو ارزانش                  |
| ۱۳۹۹ | فسیل              | کریم امینی                   |
| ۱۳۹۹ | جوجه تیغی         | مستانه مهاجر                 |
| ۱۳۹۸ | ورود و خروج ممنوع | امید آقایی                   |
| ۱۳۹۶ | قانون مورفی       | رامبد جوان                   |
| ۱۳۹۶ | به وقت خماری      | محمدحسین لطیفی               |
| ۱۳۹۶ | مصادره            | مهران احمدی                  |
| ۱۳۹۶ | امیر              | نیما اقلیما                  |
| ۱۳۹۵ | من دیوانه نیستم   | علیرضا امینی                 |
| ۱۳۹۴ | ۵۰ کیلو آلبالو    | مانی حقیقی                   |
| ۱۳۹۳ | ایران برگر        | مسعود جعفری جوزانی           |

### تلویزیون
| سال       | نام               | سمت          | کارگردان           | توضیحات |
| --------- | ----------------- | ------------ | ------------------ | --- |
| ۱۳۹۵      | علی‌البدل          | بازیگر       | سیروس مقدم         | نوروز ۱۳۹۵ از شبکه یک |
| ۱۳۹۴      | زعفرانی           | بازیگر       | حامد محمدی         | نوروز ۹۵ از شبکه ۲ |
| ۱۳۹۴      | دورهمی            | مهمان        | مهران مدیری        | شبکه نسیم |
| ۱۳۹۱      | بیدارباش          | بازیگر       | احمد کاوری         | از ۱۸ شهریور ماه ۱۳۹۱ از شبکه یک سیما پخش شد. |
| ۱۳۹۰      | بهانه‌ای برای بودن | بازیگر       | ؟                  | تهیه شده در سیمای آذربایجان غربی (ارومیه) |
| ۱۳۸۲–۱۳۸۸ | در چشم باد        | بازیگر       | مسعود جعفری جوزانی | در نقش «عباس، رسپشن هتل» شبکه ۱ |
| ۱۳۸۷      | مرد دوهزارچهره    | بازیگر       | مهران مدیری        | در نوروز ۱۳۸۸ پخش شد. شبکه ۳ |
| ۱۳۸۵      | باغ مظفر          | بازیگر       | مهران مدیری        | در نقش نیما برادر زن کامران شبکه ۳ |
| ۱۳۸۴      | شب‌های برره        | بازیگر       | مهران مدیری        | در نقش «نظام دوبرره» شبکه ۳ |
| ۱۳۸۳      | شبکه سه و نیم     | بازیگر       | داریوش کاردان      | شبکه ۳ |
| ۱۳۸۳      | صفر درجه          | بازیگر       | ابوالفضل احمدیان   | بازماندگان یک کشتی مسافربری بزرگ، در یک جواد جزیره گرفتار می‌شوند. دو آدم خوارِ ساکن این جزیره، هربار با ترفندی، در پی یافتن و خوردن این آدمها هستند! |
| ۱۳۸۲      | مهمانان مادربزرگ  | بازیگر       | امیر فیضی          | از برنامه کودک و نوجوان شبکه ۲ پخش می‌شد |
| ۱۳۸۱      | پاورچین           | بازیگر مهمان | مهران مدیری        | در نقش «حسام دوبرره» و پدرش «نظام دوبرره» شبکه ۵ |

#### تله‌فیلم
| سال  | نام                | کارگردان       | توضیحات |
| ---- | ------------------ | -------------- | ------- |
| ۱۳۸۹ | امضاء سفید         | ساسان فرخ‌نیا   |         |
| ۱۳۸۸ | خواب‌فروش           | شهاب عباسی     |         |
| ۱۳۸۸ | بی‌تابی             | ایمان افشاریان |         |
| ۱۳۸۸ | گردان آب نبات چوبی | امیر فیضی      | شبکه دو |
| ۱۳۸۷ | بمانی هفتم         | مهدی مظلومی    | شبکه دو |

### شبکه خانگی
| سال       | نام                | سمت    | کارگردان                    | توضیحات                                                                                 |
| --------- | ------------------ | ------ | --------------------------- | --------------------------------------------------------------------------------------- |
| ۱۴۰۳      | جوکر ۲             | خودش   | احسان علیخانی               | پخش از پلتفرم فیلیمو                                                                    |
| ۱۴۰۳      | اکازیون            | بازیگر | مسعود اطیابی                | پخش در نوروز ۱۴۰۳ از پلتفرم نماوا                                                       |
| ۱۴۰۱      | آنتن               | بازیگر | سید ابراهیم عامریان         | پخش از پلتفرم نماوا                                                                     |
| ۱۴۰۰      | قبله عالم          | بازیگر | حامد محمدی                  | توقیف شده، پخش از پلتفرم فیلیمو                                                         |
| ۱۳۹۹      | شبهای مافیا        | خودش   | سعید ابوطالب                | پخش از فیلیمو                                                                           |
| ۱۳۹۷      | ۱۳ شمالی           | خودش   | علیرضا امینی                | مسابقه                                                                                  |
| ۱۳۹۷      | سال‌های دور از خانه | بازیگر | مجید صالحی                  | اسپین‌آف از روی سریال شاهگوش                                                             |
| ۱۳۹۵      | آسپرین             | بازیگر | فرهاد نجفی                  | سریال درام و معمایی                                                                     |
| ۱۳۹۲      | شوخی کردم          | بازیگر | مهران مدیری                 | اولین قسمت از یکشنبه ۱۵ دی ماه ۱۳۹۲ توزیع شد                                            |
| ۱۳۹۲      | شاهگوش             | بازیگر | داود میرباقری               | در نقش «امیریل زهره خان» (از پرسنل کلانتری) پخش در شبکهٔ نمایش خانگی                     |
| ۱۳۹۱      | ویلای من           | بازیگر | مهران مدیری                 | در نقش «آقای خاتون آبادی، کارگر سابق کارخانهٔ پروفیل مشکات» (طلبکار ارباب مشکات)         |
| ۱۳۸۹      | کار کاذب           | بازیگر | مهرداد محتشمی               | تهیه‌شده توسط شرکت «آریانا گستر جم پرشیا» جهت پخش در شبکهٔ نمایش خانگی                    |
| ۱۳۸۹      | کلاهبردار          | بازیگر | مهرداد محتشمی               | تهیه‌شده توسط «مؤسسه فرهنگی هنری رودکی»                                                  |
| ۱۳۸۹–۱۳۹۰ | قهوه تلخ           | بازیگر | مهران مدیری                 | در نقش «باباشاه» و «کلنل توپولوف»                                                       |
| ۱۳۸۹      | شب به یاد ماندنی   | بازیگر | علیرضا اتفاقیان             | در نقش فریدون (گارسون رستوران)                                                          |
| ۱۳۸۶      | گنج مظفر           | بازیگر | مهران مدیری                 | در نقش نیما / پدر خان‌قلی‌خان؛ نمایش آن از مهر ماه ۱۳۹۲ از طریق شبکهٔ نمایش خانگی آغاز شد. |
| ۱۳۸۵      | فضانوردان          | بازیگر | سیامک انصاری پیمان قاسم‌خانی | در چندین نقش مختلف تهیه شده جهت پخش در شبکهٔ نمایش خانگی                                 |

### سایر آثار
- بمب خنده
- من ناصر حجازی هستم… (۱۳۹۲)
- شام ایرانی (۱۳۹۰)

### صداپیشگی
| سال  | نام                 | شخصیت         | توضیحات                       |
| ---- | ------------------- | ------------- | ----------------------------- |
| ۱۳۹۵ | خندوانه             | مارال جلوه    | از عروسک‌های فصل چهارم خندوانه |
| ۱۳۹۶ | فیلم پرندگان خشمگین | عالیجناب      |                               |
| ۱۳۸۱ | کارخانه هیولاها     | چارلی و جورجی | ترساننده‌های کارخانه هیولاها   |